# グリフォルス
グリフォルス（スペイン語: Grifols S.A.）は、血液製剤を中心とする医薬品および診断システムなどの医療機器を提供する多国籍企業。スペイン・バルセロナに本社を置き、世界30カ国以上に拠点を持つ。マドリード証券取引所およびNASDAQに株式を上場している（BMAD: GRF、NASDAQ: GRFS）。

## 沿革
グリフォルスのルーツは、血液学者のグリフォルス・イ・ロイグによりバルセロナで1909年に設立された臨床分析ラボにある。第一次世界大戦を受けて輸血技術への国際的な関心が高まると、1928年に輸血小管の特許を取得、 1940年にグリフォルスは息子と共に臨床分析と凍結乾燥血漿事業に特化したグリフォルス・ラボラトリーを創設、第二次世界大戦中にスペインで最初の血漿バンクを設立した。1952年にグリフォルスの血漿分画製剤がイギリスの学界に発表されたことから国際的な評価を獲得し、1958年にはバルセロナに血漿分画製剤プラントを設立、1972年に新工場を設立し、血漿分画製剤に加えて非経口液剤や医療機器を製造する体制が整えられた。
2000年代に入るとグリフォルスは、相次ぐ買収によりアメリカ合衆国での売上に重心を置く企業へと変貌した。2001年にロサンゼルスを拠点とするバイオ企業のSeraCareの買収を発表、2003年に田辺三菱製薬の北米子会社を買収、2006年にマドリード証券取引所に株式を上場した。2010年にバイオ医薬品メーカーのタレクリスの買収・子会社化を発表、翌年タレクリスの買収を完了しグリフォルス・プラズマとしてリブランドするとNASDAQにも株式を上場させた。2013年にノバルティスから輸血検査部門を買収、2017年に医療機器メーカーのホロジックから輸血検査部門を買収、2019年には中国の上海莱士血液製品の有力株主になると共に戦略的提携を締結した。
今日のグリフォルスは、売上の約3分の2が北米であり、ヨーロッパでの売上は2割未満となっている。

## 日本法人
日本法人「グリフォルス株式会社」（Grifols Japan K.K）は2014年に設立され、東京（虎ノ門琴平タワー）にオフィスを持つ。日本市場では検査機器の提供および関連サービスを取り扱っている。